# Hendon FC
Hendon FC (celým názvem: Hendon Football Club) je anglický fotbalový klub, který sídlí v severozápadním Londýně. Založen byl v roce 1908 pod názvem Christchurch Hampstead FC. Od sezóny 2018/19 hraje v Southern Football League Premier Division South (7. nejvyšší soutěž). Klubové barvy jsou zelená a bílá.
Své domácí zápasy odehrává na stadionu Silver Jubilee Park s kapacitou 1 990 diváků.

## Historické názvy
Zdroj: 
- 1908 – Christchurch Hampstead FC (Christchurch Hampstead Football Club)
- 1909 – Hampstead Town FC (Hampstead Town Football Club)
- 1926 – Hampstead FC (Hampstead Football Club)
- 1933 – Golders Green FC (Golders Green Football Club)
- 1946 – Hendon FC (Hendon Football Club)

## Získané trofeje
- FA Amateur Cup ( 3× )
  - 1959/60, 1964/65, 1971/72
- Middlesex Senior Cup ( 15× )
  - 1933/34, 1938/39, 1955/56, 1957/58, 1959/60, 1964/65, 1966/67, 1971/72, 1972/73, 1973/74, 1985/86, 1998/99, 2001/02, 2002/03, 2003/04
- London Senior Cup ( 5× )
  - 1963/64, 1968/69, 2008/09, 2011/12, 2014/15

## Úspěchy v domácích pohárech
Zdroj: 
- FA Cup
  - 3. kolo: 1973/74
- FA Amateur Cup
  - Vítěz: 1959/60, 1964/65, 1971/72
- FA Trophy
  - 5. kolo: 1998/99

## Umístění v jednotlivých sezonách
Stručný přehled
Zdroj: 
- 1919–1963: Athenian League
- 1963–1973: Isthmian League
- 1973–1977: Isthmian League (First Division)
- 1977–2018: Isthmian League (Premier Division)
- 2018– : Southern Football League (Premier Division South)

Jednotlivé ročníky
Zdroj: 
Legenda: Z - zápasy, V - výhry, R - remízy, P - porážky, VG - vstřelené góly, OG - obdržené góly, +/- - rozdíl skóre, B - body, červené podbarvení - sestup, zelené podbarvení - postup, fialové podbarvení - reorganizace, změna skupiny či soutěže
| Sezóny  | Liga                                              | Úroveň | Z  | V  | R  | P  | VG | OG | +/- | B  | Pozice |
| ------- | ------------------------------------------------- | ------ | -- | -- | -- | -- | -- | -- | --- | -- | ------ |
| 2009/10 | Isthmian League (Premier Division)                | 7      | 42 | 18 | 6  | 18 | 61 | 59 | +2  | 60 | 10.    |
| 2010/11 | Isthmian League (Premier Division)                | 7      | 42 | 12 | 10 | 20 | 61 | 81 | -20 | 16 | 15.    |
| 2011/12 | Isthmian League (Premier Division)                | 7      | 42 | 21 | 9  | 12 | 69 | 44 | +25 | 72 | 7.     |
| 2012/13 | Isthmian League (Premier Division)                | 7      | 42 | 16 | 12 | 14 | 48 | 50 | -2  | 60 | 10.    |
| 2013/14 | Isthmian League (Premier Division)                | 7      | 46 | 21 | 7  | 18 | 84 | 69 | +15 | 70 | 8.     |
| 2014/15 | Isthmian League (Premier Division)                | 7      | 46 | 27 | 14 | 5  | 82 | 55 | +27 | 95 | 2.     |
| 2015/16 | Isthmian League (Premier Division)                | 7      | 46 | 13 | 13 | 20 | 68 | 85 | -17 | 52 | 19.    |
| 2016/17 | Isthmian League (Premier Division)                | 7      | 46 | 14 | 12 | 20 | 68 | 88 | -20 | 54 | 18.    |
| 2017/18 | Isthmian League (Premier Division)                | 7      | 46 | 25 | 10 | 11 | 96 | 59 | +37 | 85 | 3.     |
| 2018/19 | Southern Football League (Premier Division South) | 7      | 42 | 14 | 10 | 18 | 64 | 74 | -10 | 52 | 16.    |
| 2019/20 | Southern Football League (Premier Division South) | 7      | 31 | 10 | 8  | 13 | 47 | 51 | -4  | 38 | 14.    |
| 2020/21 | Southern Football League (Premier Division South) | 7      | 8  | 3  | 2  | 3  | 12 | 10 | +2  | 11 | 9.     |
| 2021/22 | Southern Football League (Premier Division South) | 7      | 42 | 14 | 5  | 23 | 58 | 70 | -12 | 47 | 16.    |
| 2022/23 | Southern Football League (Premier Division South) | 7      | 42 | 9  | 11 | 22 | 55 | 81 | -26 | 38 | 18.    |
| 2023/24 | Southern Football League (Premier Division South) | 7      | 42 | 14 | 16 | 12 | 70 | 65 | +5  | 58 | 10.    |